# Torneo de Kitzbühel 2014
El Bet-At-Home Cup Kitzbühel 2014 es un torneo de tenis. Pertenece al ATP Tour 2014 en la categoría ATP World Tour 250. El torneo tendrá lugar en la ciudad de Kitzbühel, Austria, desde el 28 de julio hasta el 3 de agosto de 2014 sobre tierra batida.

## Cabezas de serie

### Masculino
| Tenista               | Ranking | Preclasificado |
| Philipp Kohlschreiber | 25      | 1              |
| Marcel Granollers     | 28      | 2              |
| João Sousa            | 35      | 3              |
| Lukáš Rosol           | 43      | 4              |
| Andreas Seppi         | 45      | 5              |
| Dominic Thiem         | 47      | 6              |
| Robin Haase           | 51      | 7              |
| Jarkko Nieminen       | 54      | 8              |

### Dobles masculinos
| Tenista                     | Ranking | Preclasificada |
| Julian Knowle Oliver Marach | 87      | 1              |
| Martin Emmrich Lukáš Rosol  | 112     | 2              |
| Andre Begemann Robin Haase  | 113     | 3              |
| Mate Pavić André Sá         | 113     | 4              |

## Campeones

### Individual Masculino
David Goffin venció a  Dominic Thiem por 4-6, 6-1, 6-3

### Dobles Masculino
Henri Kontinen /  Jarkko Nieminen vencieron a  Daniele Bracciali /  Andrey Golubev por 6-1, 6-4